# Садлер, Майкл Томас
Майкл Томас Садлер (Михаил Томас Садлер, англ. Michael Thomas Sadler; 3 января 1780, Снелстон, Дербишир — 29 июля 1835, Нью-Лодж, Белфаст) — английский экономист; был членом парламента.
Прославился своей филантропической деятельностью, в особенности по отношению к деревенским беднякам и малолетним фабричным. Как экономист, Садлер выступил противником мальтусовской теории населения и заявил себя умеренным оптимистом. В основе его теории лежит положение, что умножение населения обратно пропорционально его плотности, так как с возрастанием количества населения плодовитость человеческого рода ослабевает.
В 1830 году Садлер выступил с теорией, которую двумя годами раньше изложил Гофакер и по которой различие в возрасте супругов имеет существенное влияние на пол рождающихся: от брака, в котором муж старше жены, рождается больше мальчиков, и наоборот. Позднейшие исследователи (между прочим Schuman, «Die Sexual-proportion der Geborenen», Ольденб., 1883) выяснили несостоятельность этой теории, покоящейся на недостаточно обильных статистических данных.
Он произнёс в 1829 году в палате общин две речи по вопросу об эмансипации католиков; первая из них появилась в том же году в 7 изданиях.

## Публикации
- «Ireland, its evils and their remedies» (Лондон, 1829)
- «Speech on the state and prospects of the country» (Лондон, 1829)
- «The law of population» (Лондон, 1830).